# Zadrška u paljbi
Zadrška u paljbi ili Zadrška prilikom pucanja ili енгл. Hang fajer je neočekivano kašnjenje između povlačenja okidača vatrenog oružja i paljenja baruta.  Ovaj problem je bio čest kod oružja koja su koristila otvorene kapisle, zbog lošeg ili nekonzistentnog kvaliteta baruta, iako su i moderna vatrena oružja podložna ovom problemu. Kašnjenje je obično previše kratko da bi se primetilo, ali može trajati i nekoliko sekundi. Zadrška u paljbi treba da se pretpostavi svaki put kada vatreno oružje ne opali, ali nije očigledno došlo do kvara.
U slučaju oruđa velikog kalibra, kašnjenje može trajati nekoliko minuta dok se punjenje ne zapali od cevi oruđa koja je zagrejana prethodnim opaljenjima (opaljenje zbog pregrevanja). Kašnjenje je dovoljno veliko da komandant oruđa može po sopstvenom nahođenju da pokuša ponovo da opali, nakon čega posada napušta oruđe i skloni se na bezbedno mesto do potencijalne eksplozije (енгл. cook-off explosion). .
Prilikom upotrebe mitraljeza u avijaciji sa sinhronizatorom, zadržani metak je predstavljao posebnu opasnost zbog mogućeg oštećenja elisa propelera, što je početkom XX veka dovelo do stvaranja specijalnih uređaja za proveru metaka na sklonost ka zadržanom metku, енгл. hang-fire tester. 

## Sekvenca paljenja
Sekvenca paljenja kod modernih vatrenih oružja počinje detonacijom male količine primarnog eksploziva osetljivog na udarac u kapisli kod oružja sa čaurama, ili u udarnoj kapisli kod oružja sa punjenjem kroz cev. Energija oslobođena ovom detonacijom namenjena je da zapali barutni punjač, bilo baruta ili bezdimnog baruta. Primarni eksplozivi mogu se vremenom pogoršati, pa oslobađaju manje energije; a barut oštećen vlagom ili lubrikantima može zahtevati više energije za paljenje. Ovi uslovi mogu ili odložiti sekvencu paljenja ili izazvati kvar paljenja ako je paljenje potpuno onemogućeno.  Dok normalna sekvenca paljenja izaziva trenutno ispaljivanje vatrenog oružja kada se povuče obarač, kod zadrške u paljbi primetiće se klik kada udarna igla padne, a zatim će uslediti glasan zvuk naglog širenja gasova kada oružje ispali. Kašnjenje može biti samo deo sekunde ili može trajati nekoliko sekundi. 

## Procedura
Strelac može protumačiti početni zvuk "klik" pri padu udarne igle kao znak da je vatreno oružje prazno ili da je došlo do otkazivanja paljenja. Zadrška u paljbi koja traje delić sekunde može biti dovoljno brza da ispravi tu pogrešnu procenu pre nego što strelac preduzme neadekvatnu radnju, poput ponovnog punjenja; ali duže kašnjenje može omogućiti strelcu da pomeri vatreno oružje tako da cev bude usmerena u drugom (i moguće nesigurnom) pravcu, ili da otvori mehanizam, čime metak više nije zadržan. Neočekivano opaljenje nakon što je oružje pomereno iz položaja za pucanje može oštetiti sve što se nalazi ispred cevi, a vatreno oružje velikog kalibra može povrediti strelca zbog trzaja. Neočekivano opaljenje dok se mehanizam otvara može izazvati da deo energije baruta probije čauru i eventualno ošteti vatreno oružje, uz rizik povreda za strelca i osobe u blizini. 
Ispravna procedura je da se vatreno oružje drži upereno ka bezbednom cilju trideset sekundi, a zatim da se metak izvadi. Ovo pravilo se obično ne poštuje u borbi, gde je veći rizik biti bez funkcionalnog vatrenog oružja.

## Nasleđe
Izraz „zadržati paljbu“ (енгл. to Hang fire) postao je sinonim za kašnjenje u napredovanju, na primer pri prelasku sa jednog zadatka na drugi. 

## Literatura
- „Затяжной выстрел”. Энциклопедия. Официальный сайт Министерства обороны Российской Федерации. Приступљено 2017-11-01.